# Weißblättriger Reif-Täubling
Der Weißblättrige Reif-Täubling (Russula azurea) ist ein Pilz aus der Familie der Täublingsverwandten. Er wird auch Violetter Reif-Täubling genannt. Es ist ein kleiner, zerbrechlicher Täubling mit mildem Geschmack, weißem Sporenpulver und einem violetten bis purpurfarbenen, bereiften Hut.

## Merkmale

### Makroskopische Merkmale

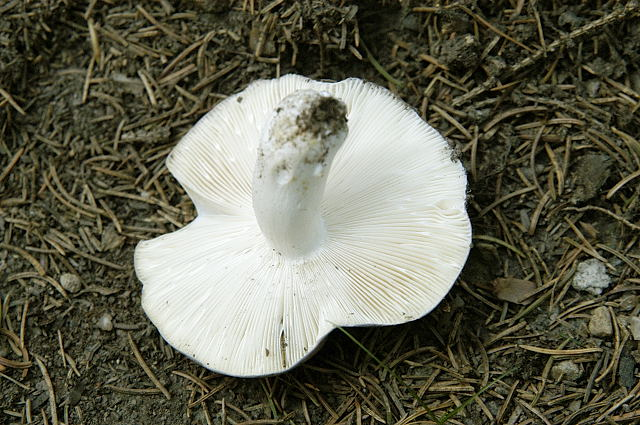
Der Weißblättrige Reiftäubling hat weiße, dichtstehende Lamellen

Der Hut ist 4–8 cm breit, zuerst gewölbt, später ausgebreitet oder niedergedrückt. Er ist meist violett, bläulich oder purpurlila gefärbt, selten weist er auch graue oder olivfabene Töne auf. Die Mitte ist unter Umständen dunkler. Die Huthaut ist trocken matt und weiß-flockig bereift und lässt sich frisch ganz abziehen. Der Rand ist nur leicht gerieft.
Die Lamellen stehen ziemlich gedrängt und sind oft gegabelt. Sie sind am Stiel angeheftet, weiß und verfärben sich auch nicht im Alter oder bei Verletzung. Auch das Sporenpulver ist weiß.
Der weiße Stiel ist 4–8 cm lang und 1–1,5 cm breit. Er ist bauchig oder keulig geformt, jung voll und fest, im Alter aber oft hohl. Auch er ist flockig bereift.
Das Fleisch ist weiß und schmeckt mild und fade. Es verfärbt sich mit Sulfovanillin bläulich und mit Eisensulfat orange. Die Guajakreaktion ist schwach. Der Geruch ist unbedeutend.

### Mikroskopische Merkmale
Die ovalen Sporen sind 8–10 (12) µm lang und 6–7 (7,5) µm breit. Sie sind kammförmig und teilweise netzartig ornamentiert.
Pleurozystiden kommen nur sehr vereinzelt vor. Sie haben dünne Wände und laufen an ihren Enden mehr oder weniger spitz zu oder sind abgerundet. Sie sind 55–75 µm lang und 9–14 µm breit und färben mit Sulfovanillin nur schwach an. Die Basidien sind 35–40 (56) µm lang und 10–13 µm breit und haben vier Sterigmen.
Die Huthaut (Epicutis) besitzt typische 5–6 (8) µm breite Hyphen-Endzellen, die oft keulenförmig oder fast kopfartig sind und denen der Chamaeleontinae recht ähnlich sind. Pileozystiden kommen nicht vor. Die Primordialhyphen sind 6–8 µm breit, fast zylindrisch, mit bis zu 3–5 µm großen Inkrustierungen. Die Enden sind stumpf und nicht ausgefranst. Die Huthauthyphen enthalten vakuoläres Pigment, aber keine Membranpigmente.

## Ökologie
Der Weißblättrige Reiftäubling ist wie alle Täublinge ein Mykorrhizapilz, der in Deutschland hauptsächlich mit Fichten eine Symbiose eingeht. Bisweilen kann er auch mit Kiefern eine Partnerschaft eingehen.
Der Weißblättrige Reiftäubling kommt typischerweise in Berg-Nadelwäldern auf stark bis schwach sauren, basen- und nährstoffarmen Böden vor. Die Fruchtkörper erscheinen von Juli bis Oktober und nur selten früher. Man findet die Täublinge vom Hügel- bis in das mittlere Bergland hinein.

## Verbreitung

Europäische Länder mit Fundnachweisen des Weißblättrigen Reif-Täublings.
Legende:
Länder mit Fundmeldungen
Länder ohne Nachweise
keine Daten
außereuropäische Länder

Der Weißblättrige Reiftäubling ist eine holarktische Art, die über drei Klimazonen hinweg, von der meridonalen Zone mit mediterranem Klima bis in die boreale Zone mit gemäßigt kühlem Klima, verbreitet ist. Sie kommt in Nordasien (Kleinasien, Kaukasus, Ostsibirien), in Nordamerika (USA), Nordafrika (Marokko) und Europa vor.
Die nordisch-montane Art kommt im norddeutschen Tiefland, nördlich des 52. Breitengrades nur sehr vereinzelt vor. Man findet sie mitunter in Brandenburg, auf Rügen und im südlichen Niedersachsen. Südlich davon ist sie bis hin zum 50. Breitengrad immer noch sehr selten, während sie südlich des Mains an Dichte zunimmt und zumindest vor 1975 in Bayern und Baden-Württemberg als zerstreut gelten konnte. Auf der Roten Liste für Deutschland wird sie in der Gefährdungskategorie RL2 gelistet. Die Art ist vor allem durch die Kalkung der Wälder und durch übermäßigen Stickstoffeintrag gefährdet.

## Systematik
Das lateinische Artattribut (Epitheton) "azurea" bedeutet himmelblau und ist eine Anspielung auf die bläulich-violette Hutfarbe.

### Infragenerische Systematik
Der Weißblättrige Reiftäubling wird von Bon in die Untersektion Lilacinae eingeordnet, die unterhalb der Sektion Lilaceae steht. Die Untersektion enthält kleine, zerbrechliche Arten mit verschiedenfarbigen, meist zwischen rötlich und violett gefärbten Hüten. Der Geschmack ist völlig mild, das Sporenpulver ist weiß.

## Bedeutung
Der Weißblättrige Reiftäubling ist essbar, wegen seiner Seltenheit spielt er als Speisepilz aber keine Rolle.